# Пресека-Оборовська
Пресека-Оборовська (хорв. Preseka Oborovska) — населений пункт у Хорватії, у Загребській жупанії у складі громади Ругвиця.

## Населення
Населення за даними перепису 2011 року становило 154 осіб.
Динаміка чисельності населення поселення:

## Клімат
Середня річна температура становить 10,87 °C, середня максимальна – 25,55 °C, а середня мінімальна – -6,26 °C. Середня річна кількість опадів – 857 мм.
| Клімат поселення                              | Клімат поселення | Клімат поселення | Клімат поселення | Клімат поселення | Клімат поселення | Клімат поселення | Клімат поселення | Клімат поселення | Клімат поселення | Клімат поселення | Клімат поселення | Клімат поселення | Клімат поселення |
| Показник                                      | Січ.             | Лют.             | Бер.             | Квіт.            | Трав.            | Черв.            | Лип.             | Серп.            | Вер.             | Жовт.            | Лист.            | Груд.            |                  |
| Середній максимум, °C                         | 6,17             | 8,28             | 12,88            | 17,49            | 22,62            | 25,55            | 24,65            | 23,85            | 19,98            | 14,78            | 9,13             | 5,16             |                  |
| Середня температура, °C                       | −0,05            | 2,10             | 6,69             | 11,28            | 16,41            | 19,35            | 20,85            | 20,05            | 16,18            | 10,97            | 5,32             | 1,36             |                  |
| Середній мінімум, °C                          | −6,26            | −4,14            | 0,46             | 5,08             | 10,21            | 13,14            | 17,04            | 16,25            | 12,38            | 7,18             | 1,52             | −2,45            |                  |
| Норма опадів, мм                              | 50               | 48               | 56               | 66               | 76               | 91               | 77               | 84               | 80               | 82               | 85               | 62               |                  |
| Середньомісячна швидкість вітру, м/с          | 1.80             | 2.00             | 2.40             | 2.30             | 2.10             | 1.94             | 1.90             | 1.70             | 1.70             | 1.80             | 1.85             | 1.82             |                  |
| Середньомісячна сонячна радіація, кДж/м²·день | 4134             | 6878             | 10584            | 15058            | 19188            | 21191            | 22129            | 19423            | 14236            | 8724             | 4541             | 3333             |                  |
| --------------------------------------------- | ---------------- | ---------------- | ---------------- | ---------------- | ---------------- | ---------------- | ---------------- | ---------------- | ---------------- | ---------------- | ---------------- | ---------------- | ---------------- |
| Джерело:                                      |                  |                  |                  |                  |                  |                  |                  |                  |                  |                  |                  |                  |                  |